# عصوية ذهبية
بكتيريا ذهبية (الاسم العلمي: Chryseobacterium) هي جنس من البكتيريا، سلبية الغرام، تتبع فصيلة نظيرات الصيفرية.

## أصنوفات
الأصنوفات الأدنى لهذا الكائن:
- كود سباركل
- تحديث القائمة

نوع:بكتيريا ذهبية إسبانية 
اسم علمي: Chryseobacterium hispanicum

نوع:بكتيريا ذهبية ديتشونغية 
اسم علمي: Chryseobacterium daecheongense

نوع:عصوية ذهبية أحشائية 
اسم علمي: Chryseobacterium viscerum

نوع:عصوية ذهبية أرضية 
اسم علمي: Chryseobacterium humi

نوع:عصوية ذهبية إشبيلية 
اسم علمي: Chryseobacterium hispalense

نوع:عصوية ذهبية إنسانية 
اسم علمي: Chryseobacterium hominis

نوع:عصوية ذهبية أنغستادتية 
اسم علمي: Chryseobacterium angstadtii

نوع:عصوية ذهبية أورنيمية 
اسم علمي: Chryseobacterium oranimense

نوع:عصوية ذهبية أونكورينكسية 
اسم علمي: Chryseobacterium oncorhynchi

نوع:عصوية ذهبية باذنجانية 
اسم علمي: Chryseobacterium solani

نوع:عصوية ذهبية باعضية 
اسم علمي: Chryseobacterium culicis

نوع:عصوية ذهبية بايبرية 
اسم علمي: Chryseobacterium piperi

نوع:عصوية ذهبية بحرية 
اسم علمي: Chryseobacterium marinum

نوع:عصوية ذهبية بحرية عميقة 
اسم علمي: Chryseobacterium profundimaris

نوع:عصوية ذهبية برتقالية 
اسم علمي: Chryseobacterium luteum

نوع:عصوية ذهبية برنارديتية 
اسم علمي: Chryseobacterium bernardetii

نوع:عصوية ذهبية بشرية 
اسم علمي: Chryseobacterium anthropi

نوع:عصوية ذهبية بقرية 
اسم علمي: Chryseobacterium bovis

نوع:عصوية ذهبية تاي-شانغية 
اسم علمي: Chryseobacterium taichungense

نوع:عصوية ذهبية تايآنية 
اسم علمي: Chryseobacterium taeanense

نوع:عصوية ذهبية تايوانية 
اسم علمي: Chryseobacterium taiwanense

نوع:عصوية ذهبية تايوية 
اسم علمي: Chryseobacterium taihuense

نوع:عصوية ذهبية ترابية 
اسم علمي: Chryseobacterium soli

نوع:عصوية ذهبية ترابية باردة 
اسم علمي: Chryseobacterium frigidisoli

نوع:عصوية ذهبية ترابية جنسنغية 
اسم علمي: Chryseobacterium ginsengisoli

نوع:عصوية ذهبية تروتية 
اسم علمي: Chryseobacterium tructae

نوع:عصوية ذهبية تريرية 
اسم علمي: Chryseobacterium treverense

نوع:عصوية ذهبية تشابوية 
اسم علمي: Chryseobacterium chaponense

نوع:عصوية ذهبية تكاكيوية 
اسم علمي: Chryseobacterium takakiae

نوع:عصوية ذهبية تكلامكانية 
اسم علمي: Chryseobacterium taklimakanense

نوع:عصوية ذهبية جذر-فولية سودانية 
اسم علمي: Chryseobacterium arachidiradicis

نوع:عصوية ذهبية جوستية 
اسم علمي: Chryseobacterium joostei

نوع:عصوية ذهبية جيجوية 
اسم علمي: Chryseobacterium jejuense

نوع:عصوية ذهبية جيونية 
اسم علمي: Chryseobacterium jeonii

نوع:عصوية ذهبية حساسة 
اسم علمي: Chryseobacterium molle

نوع:عصوية ذهبية حليبية 
اسم علمي: Chryseobacterium lactis

نوع:عصوية ذهبية حيفاوية 
اسم علمي: Chryseobacterium haifense

نوع:عصوية ذهبية خبزية صحيحة 
اسم علمي: Chryseobacterium artocarpi

نوع:عصوية ذهبية دايغوية 
اسم علمي: Chryseobacterium daeguense

نوع:عصوية ذهبية دبقة 
اسم علمي: Chryseobacterium gleum

نوع:عصوية ذهبية دجاجية 
اسم علمي: Chryseobacterium gallinarum

نوع:عصوية ذهبية ذروية 
اسم علمي: Chryseobacterium zeae

نوع:عصوية ذهبية زيتونية 
اسم علمي: Chryseobacterium oleae

نوع:عصوية ذهبية سطح-جذرية 
اسم علمي: Chryseobacterium rhizoplanae

نوع:عصوية ذهبية سمكية 
اسم علمي: Chryseobacterium piscium

نوع:عصوية ذهبية سمكية فانوسية العين 
اسم علمي: Chryseobacterium scophthalmum

نوع:عصوية ذهبية سنجانية 
اسم علمي: Chryseobacterium xinjiangense

نوع:عصوية ذهبية شاحبة 
اسم علمي: Chryseobacterium pallidum

نوع:عصوية ذهبية شاندونغية 
اسم علمي: Chryseobacterium shandongense

نوع:عصوية ذهبية شيغاوية 
اسم علمي: Chryseobacterium shigense

نوع:عصوية ذهبية صفراء 
اسم علمي: Chryseobacterium flavum

نوع:عصوية ذهبية صفراء ساطعة 
اسم علمي: Chryseobacterium balustinum

نوع:عصوية ذهبية غامبرينيوسية 
اسم علمي: Chryseobacterium gambrini

نوع:عصوية ذهبية غوانغجوية 
اسم علمي: Chryseobacterium gwangjuense

نوع:عصوية ذهبية فري-ستيتية 
اسم علمي: Chryseobacterium vrystaatense

نوع:عصوية ذهبية فورموزية 
اسم علمي: Chryseobacterium formosense

نوع:عصوية ذهبية فولية سودانية 
اسم علمي: Chryseobacterium arachidis

نوع:عصوية ذهبية فيتنامية 
اسم علمي: Chryseobacterium vietnamense

نوع:عصوية ذهبية قاطنة التربة 
اسم علمي: Chryseobacterium solincola

نوع:عصوية ذهبية قاطنة السمك 
اسم علمي: Chryseobacterium piscicola

نوع:عصوية ذهبية قاطنة عشبة النقود 
اسم علمي: Chryseobacterium soldanellicola

نوع:عصوية ذهبية قطب-جنوبية 
اسم علمي: Chryseobacterium antarcticum

نوع:عصوية ذهبية قطيعية 
اسم علمي: Chryseobacterium gregarium

نوع:عصوية ذهبية كاميليوية صينية 
اسم علمي: Chryseobacterium camelliae

نوع:عصوية ذهبية كدارية 
اسم علمي: Chryseobacterium caeni

نوع:عصوية ذهبية كوانغجوية 
اسم علمي: Chryseobacterium kwangjuense

نوع:عصوية ذهبية كورية 
اسم علمي: Chryseobacterium koreense

نوع:عصوية ذهبية لحم-دجاجية 
اسم علمي: Chryseobacterium carnipullorum

نوع:عصوية ذهبية لحمية 
اسم علمي: Chryseobacterium carnis

نوع:عصوية ذهبية للكروي المفصلي 
اسم علمي: Chryseobacterium arthrosphaerae

نوع:عصوية ذهبية مائية 
اسم علمي: Chryseobacterium aquaticum

نوع:عصوية ذهبية مائية باردة 
اسم علمي: Chryseobacterium aquifrigidense

نوع:عصوية ذهبية متعددة الشعر النجمي 
اسم علمي: Chryseobacterium polytrichastri

نوع:عصوية ذهبية مجاريرية 
اسم علمي: Chryseobacterium defluvii

نوع:عصوية ذهبية محللة لليوريا 
اسم علمي: Chryseobacterium ureilyticum

نوع:عصوية ذهبية محولة للجنسينوسيد 
اسم علمي: Chryseobacterium ginsenosidimutans

نوع:عصوية ذهبية مرتوية 
اسم علمي: Chryseobacterium rigui

نوع:عصوية ذهبية مستنقعية 
اسم علمي: Chryseobacterium palustre

نوع:عصوية ذهبية ملوثة 
اسم علمي: Chryseobacterium contaminans

نوع:عصوية ذهبية منسوبة لمختبر صحة الحيوانات المائية 
اسم علمي: Chryseobacterium aahli

نوع:عصوية ذهبية موجبة الإندول 
اسم علمي: Chryseobacterium indoltheticum

نوع:عصوية ذهبية مولدة للإندول 
اسم علمي: Chryseobacterium indologenes

نوع:عصوية ذهبية ناكاغاوية 
اسم علمي: Chryseobacterium nakagawai

نوع:عصوية ذهبية نطاق إثمارية فولية سودانية 
اسم علمي: Chryseobacterium geocarposphaerae

نوع:عصوية ذهبية هنغارية 
اسم علمي: Chryseobacterium hungaricum

نوع:عصوية ذهبية وانجوية 
اسم علمي: Chryseobacterium wanjuense

نوع:عصوية ذهبية يونغينية 
اسم علمي: Chryseobacterium yonginense

نوع:Chryseobacterium arothri 
اسم علمي: Chryseobacterium arothri

نوع:Chryseobacterium aurantiacum 
اسم علمي: Chryseobacterium aurantiacum

نوع:Chryseobacterium cucumeris 
اسم علمي: Chryseobacterium cucumeris

نوع:Chryseobacterium echinoideorum 
اسم علمي: Chryseobacterium echinoideorum

نوع:Chryseobacterium elymi 
اسم علمي: Chryseobacterium elymi

نوع:Chryseobacterium endophyticum 
اسم علمي: Chryseobacterium endophyticum

نوع:Chryseobacterium frigidum 
اسم علمي: Chryseobacterium frigidum

نوع:Chryseobacterium ginsengiterrae 
اسم علمي: Chryseobacterium ginsengiterrae

نوع:Chryseobacterium glaciei 
اسم علمي: Chryseobacterium glaciei

نوع:Chryseobacterium greenlandense 
اسم علمي: Chryseobacterium greenlandense

نوع:Chryseobacterium greenlandensis 
اسم علمي: Chryseobacterium greenlandensis

نوع:Chryseobacterium hagamense 
اسم علمي: Chryseobacterium hagamense

نوع:Chryseobacterium halperniae 
اسم علمي: Chryseobacterium halperniae

نوع:Chryseobacterium lathyri 
اسم علمي: Chryseobacterium lathyri

نوع:Chryseobacterium limigenitum 
اسم علمي: Chryseobacterium limigenitum

نوع:Chryseobacterium lineare 
اسم علمي: Chryseobacterium lineare

نوع:Chryseobacterium massiliae 
اسم علمي: Chryseobacterium massiliae

نوع:Chryseobacterium massiliensis 
اسم علمي: Chryseobacterium massiliensis

نوع:Chryseobacterium meningosepticum 
اسم علمي: Chryseobacterium meningosepticum

نوع:Chryseobacterium miricola 
اسم علمي: Chryseobacterium miricola

نوع:Chryseobacterium montanum 
اسم علمي: Chryseobacterium montanum

نوع:Chryseobacterium nematophagum 
اسم علمي: Chryseobacterium nematophagum

نوع:Chryseobacterium nepalense 
اسم علمي: Chryseobacterium nepalense

نوع:Chryseobacterium phosphatilyticum 
اسم علمي: Chryseobacterium phosphatilyticum

نوع:Chryseobacterium populi 
اسم علمي: Chryseobacterium populi

نوع:Chryseobacterium psychrotolerans 
اسم علمي: Chryseobacterium psychrotolerans

نوع:Chryseobacterium reticulitermitis 
اسم علمي: Chryseobacterium reticulitermitis

نوع:Chryseobacterium rhizosphaerae 
اسم علمي: Chryseobacterium rhizosphaerae

نوع:Chryseobacterium salipaludis 
اسم علمي: Chryseobacterium salipaludis

نوع:Chryseobacterium sediminis 
اسم علمي: Chryseobacterium sediminis

نوع:Chryseobacterium tenax 
اسم علمي: Chryseobacterium tenax

نوع:Chryseobacterium timonae 
اسم علمي: Chryseobacterium timonae

نوع:Chryseobacterium xixisoli 
اسم علمي: Chryseobacterium xixisoli